# 오라녜나사우 공자 피터르크리스티안 반 볼렌호벤
오라녜나사우 공자 피터르크리스티안 반 볼렌호벤(Prince Pieter-Christiaan Michiel of Orange-Nassau, van Vollenhoven, 1972년 3월 22일 ~ )은 네덜란드 공주 마르흐릿과 피터르 반 볼렌호벤 사이에서 태어난 셋째 아들이다.
2013년 사촌 형 빌럼알렉산더르 왕세자가 왕위에 오르기 전에는 네덜란드 왕실의 일원이었고 12번째 왕위 계승 서열이었다. 하지만 빌럼알렉산더르가 왕위를 계승하면서 그는 더 이상 네덜란드 왕실의 일원이 아니다. 그는 2005년 의회의 승인 없이 결혼한 뒤 더 이상 네덜란드 왕위 계승 서열이 아니지만 여전히 네덜란드 왕실의 일원으로 남아 있다.